# Kościół Podwyższenia Świętego Krzyża w Trzebieży
Kościół Podwyższenia Świętego Krzyża w Trzebieży – świątynia należąca do Parafii rzymskokatolickiej pw. Podwyższenia Świętego Krzyża w Trzebieży (ul. Rybacka, Gmina Police) jest kościołem parafialnym.

## Historia
W XIV w. (ok. roku 1359) wybudowano we wsi kościół pw. św. Katarzyny w stylu romańsko-gotyckim był wykonany z obrabianej cegły gotyckiej na fundamencie z głazów polnych. Do 1552 r. prawo patronatu nad kościołem i osadą należało do księcia pomorskiego, a jurysdykcyjnie do archidiakonatu szczecińskiego. Następnie kościół stał się parafią dla Niekłończycy, Drogoradza oraz Kopic, a po 1587 był zborem ewangelickim.
W poł. XVIII w. świątynia została częściowo rozebrana. W 1745 r. ponownie odbudowana na starym fundamencie na planie prostokąta już z nową wieżą, barokową kopułą oraz z długimi oknami. Na drewnianej trzykondygnacyjnej wieży kościelnej zawieszone są dwa odlane w Szczecinie dzwony w 1664 i 1729. Wieżę wieńczy ośmioboczna latarnia z iglicą i krzyżem na kuli. W 1793 roku wzniesiono chór. Pierwotnie kościół ogrodzony płotem. W latach 70. XX wieku wokół świątyni zbudowano kamienny murek.
Po II wojnie światowej i likwidacji tzw. Enklawy Polickiej przeszedł pod jurysdykcję polską. 2 września 1946 roku erygowano parafię pw. Podwyższenia Świętego Krzyża. Pod koniec lat 90. XX wieku świątynia została ponowie odrestaurowana. Kościół znajduje się w rejestrze zabytków (nr. rej. A-506 z 22 grudnia 1965).
Tuż obok kościoła stoi rzeźba z piaskowca Matki Bożej Otuchy autorstwa Zbigniewa Polickiego, ufundowana przez trzebieskich rybaków w 1986 roku. Naprzeciw świątyni znajduje się (ul. Rybacka 2) również zabytkowa plebania (dawna pastorówka) z pocz. XIX w. (nr. rej. A-530 z 25 kwietnia 1997).
Odpust parafialny odbywa się 14 września.

## Zdjęcia

Kościół Podwyższenia Świętego Krzyża w Trzebieży
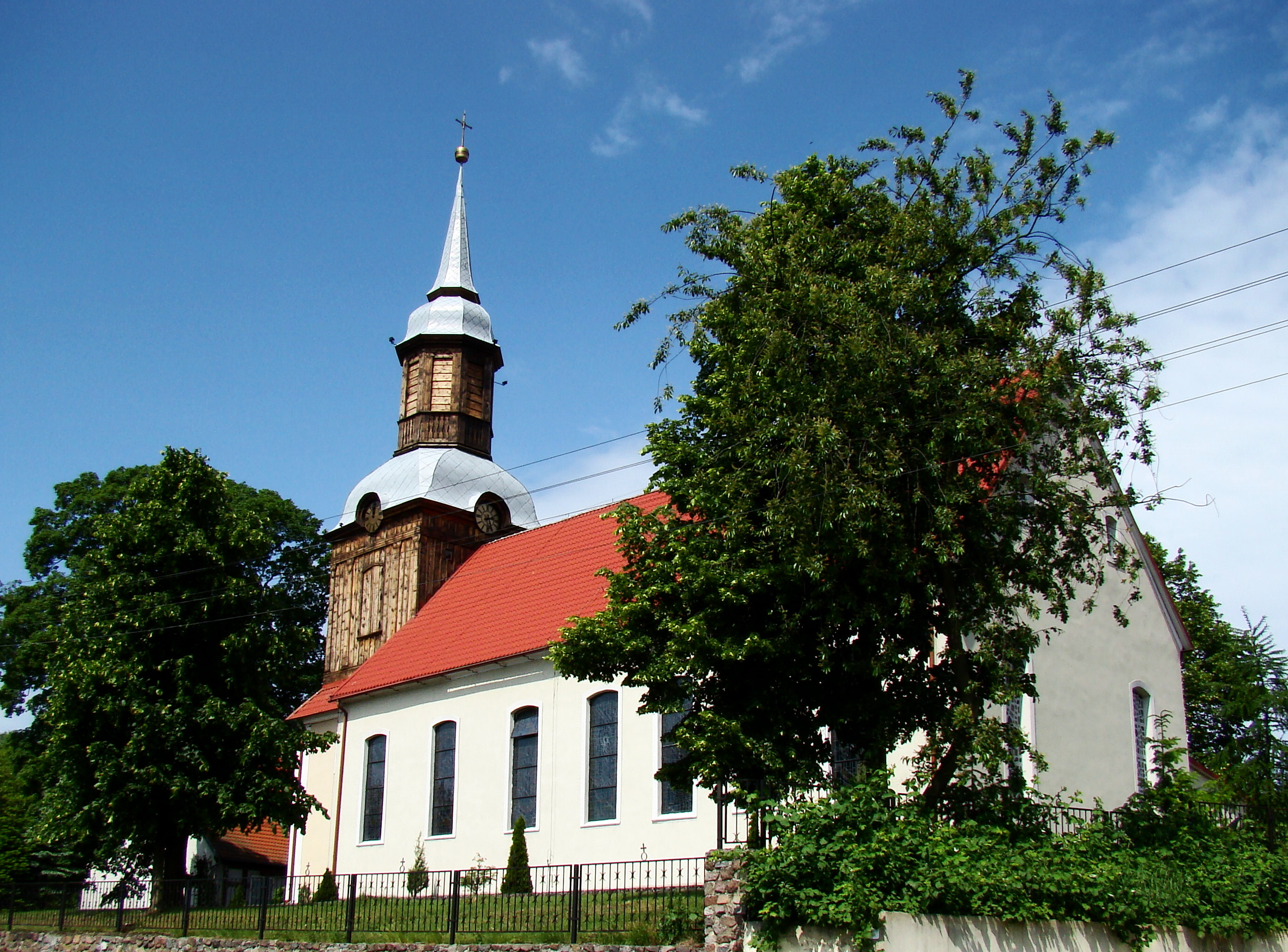
Kościół Podwyższenia Świętego Krzyża w Trzebieży (strona południowa)
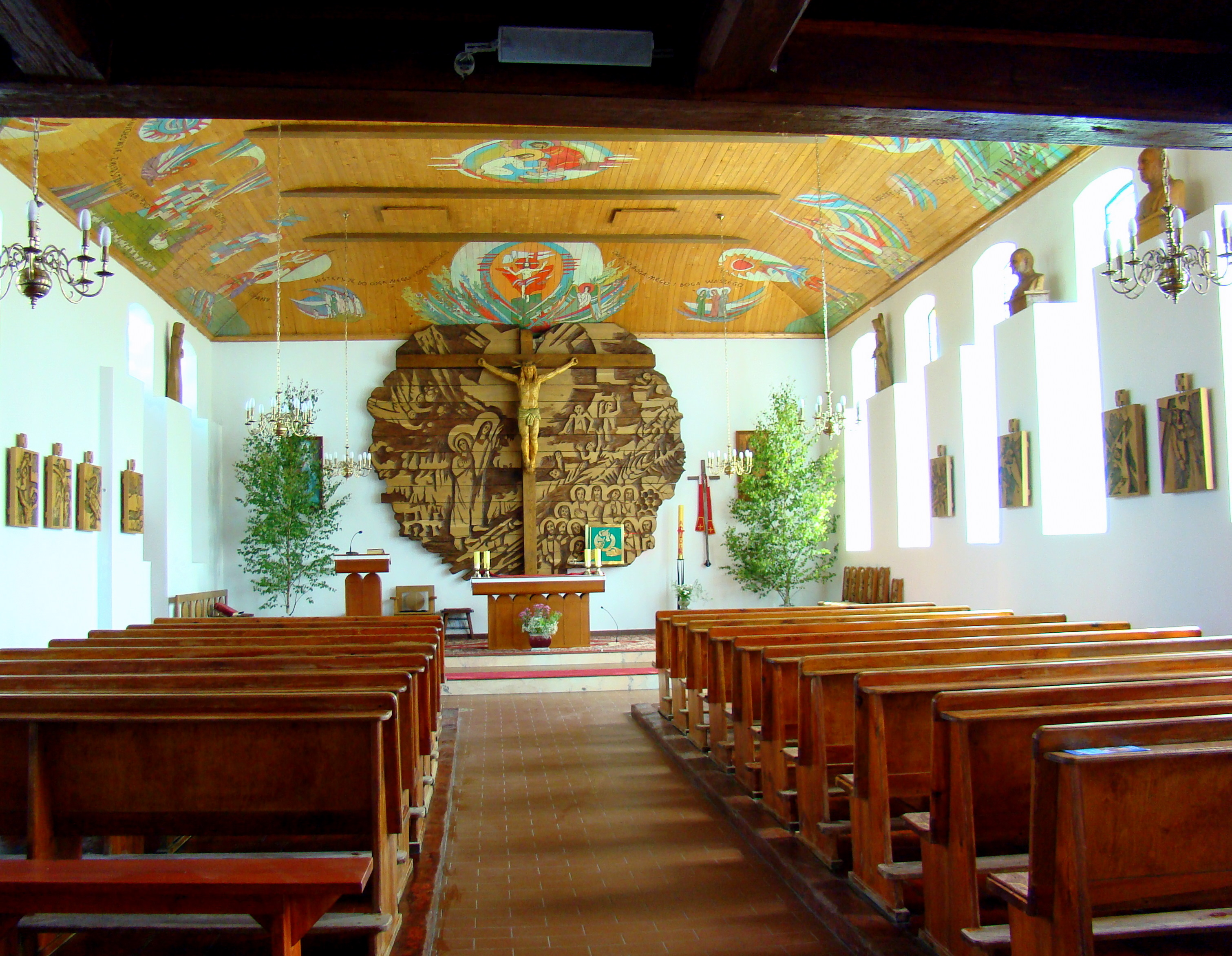
Kościół Podwyższenia Świętego Krzyża (widok na prezbiterium)
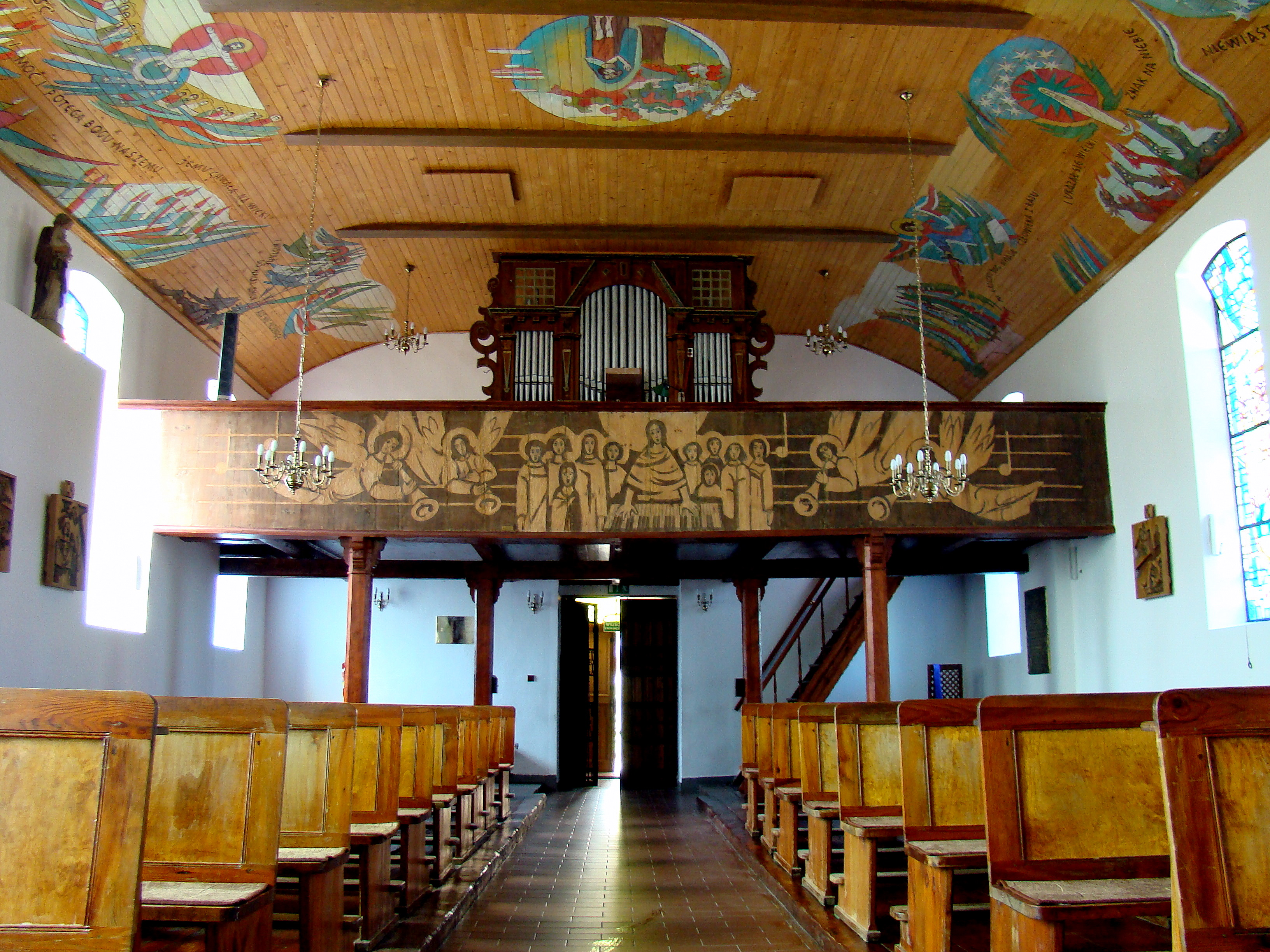
Kościół Podwyższenia Świętego Krzyża (widok na chór i organy Grüneberga)
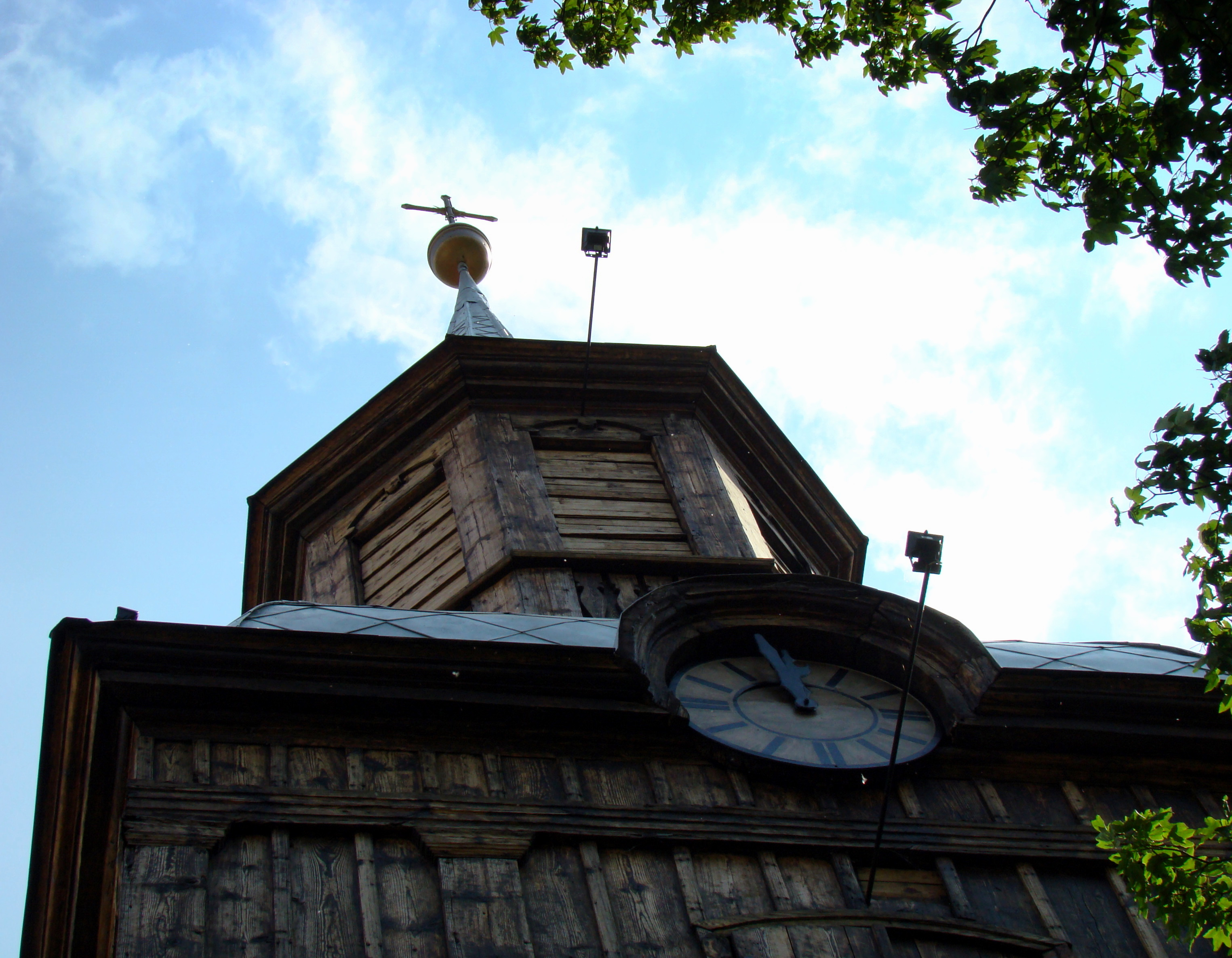
Kościół Podwyższenia Świętego Krzyża (wieża kościelna)
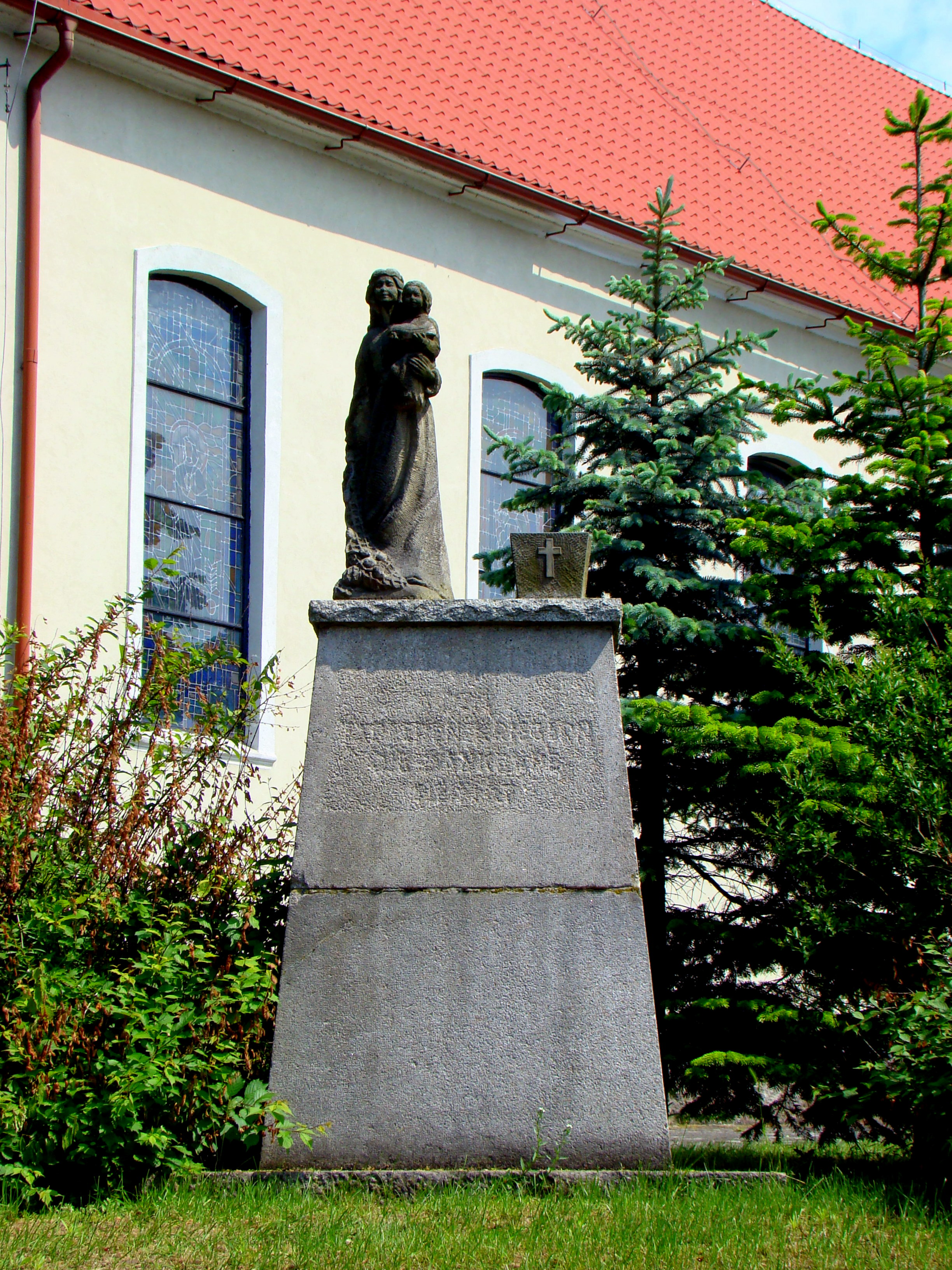
Kościół Podwyższenia Świętego Krzyża (Matka Bożej Otuchy)
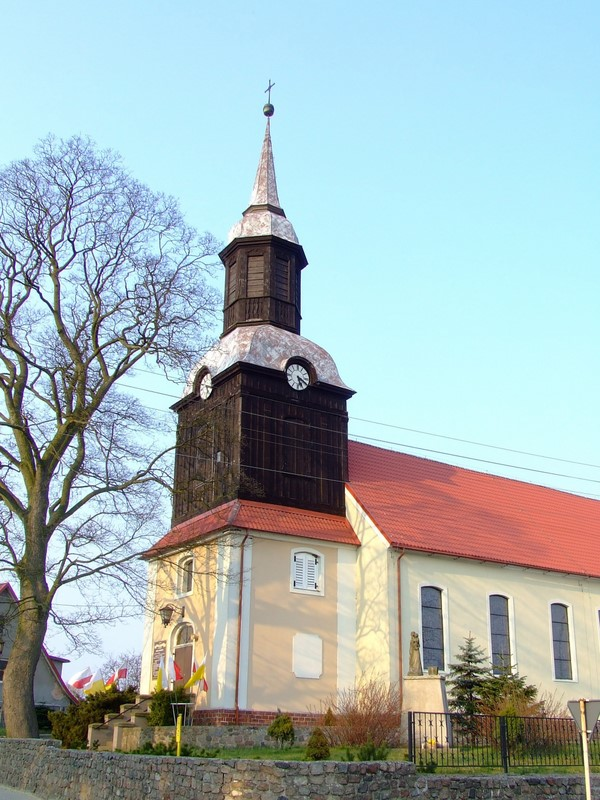
Kościół Podwyższenia Świętego Krzyża (2007 r.)